# Diana Nemorensis tempel

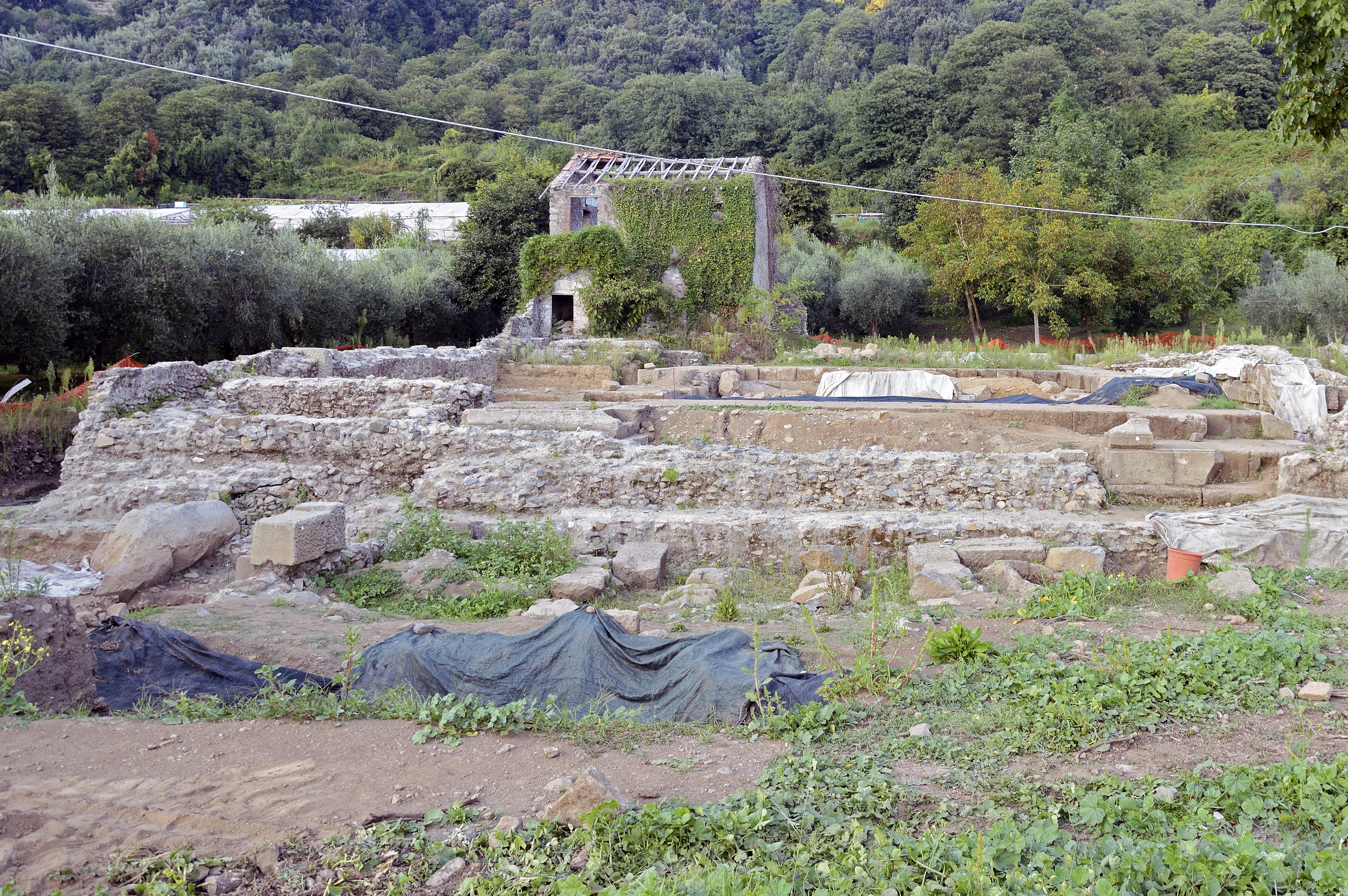
Lämningarna efter Diana Nemorensis tempel.

Diana Nemorensis tempel var ett tempel i Nemi i Italien, tillägnat gudinnan Diana.
Templet uppfördes omkring 300 f.Kr. och uppgavs under antiken vara en etruskisk helgedom. Det var ett uråldrig centrum för dyrkan av gudinnan Diana, som beräknas ha dyrkats på platsen sedan åtminstone 500 f.Kr. 